# 走れウサギ
『走れウサギ』（はしれウサギ、原題：Rabbit, Run）は、アメリカ合衆国の小説家ジョン・アップダイクの小説である。1960年に発表された。

## 概要
この小説はハリー・“ラビット”・アングストロームという名の元高校バスケットボール選手で、現在26歳の青年の5ヶ月間の生活と、その生活の制約から逃れようとする試みを描いている。これには続編があり、『帰ってきたウサギ』、『金持になったウサギ』および『さようならウサギ』と続き、 2001年の短編『思い出の中のウサギ』(Rabbit Remembered)も関連している。

## あらすじ
ハリー・”ラビット”・アングストロームは26歳であり、台所道具を販売する仕事をしている。彼が働いている店で売り子をしていたジャニスと結婚している。ネルソンという名の2歳になった息子がおり、ペンシルベニア州ブルーアー郊外のマウントジャッジに住んでいる。ラビット、すなわちウサギはその結婚が失敗であり、その生活から何かが失われていると考えている。高校時代にバスケットボールのスターだったウサギは中流家庭の生活に飽き足らないものを感じる。時の弾みで逃亡を図るために南へドライブに行くことを決める。しかし、呆れるほど道に迷った後で故郷の町に戻り、家に帰りたくなかったので、昔のバスケットボール・コーチ、マーティ・トセロを尋ねる。
その夜ウサギはトセロと2人の女性と食事するが、女性の一人ルース・レナードは娼婦を兼業している。この二人は2ヶ月間の情事を始め、ラビットは彼女のアパートに引っ越す。この期間に、ジャニスはその両親の家に戻り、土地の牧師、ジャック・エクルズがウサギの世話をして妻と仲直りさせようとするが失敗する。しかし、ジャニスが出産した夜、過去にルースとロニー・ハリソンの間にあった浮気にやきもちを焼いたウサギはルースにフェラチオを強いる。ほぼその直後にウサギはエクルズから出産について知らされ、取り乱したルースを後に残して病院に走る。
ジャニスは女の赤ちゃんを出産し、ジャニスとウサギはレベッカ・ジューンと名付ける。ウサギは妻との生活に戻り、義父が経営している車のディーラーの仕事を受け入れる。ある朝ウサギは教会に行き、牧師の妻のルーシーと家まで歩いて帰った後で、ルーシーが家でコーヒーでもと行った招きを性的な誘い掛けと解釈する。ウサギが断るとルーシーは明らかに不快な様子でドアをバタンと閉める。ウサギは自分のアパートに戻ってジャニスにウィスキーを飲むように勧め、彼女が産後であるにも拘らずセックスを行うように仕向ける。彼女が拒むとウサギは家を出てルースの所に戻ろうとする。
ウサギが再度自分を捨てることを恐れたジャニスはその朝したたか酒を飲み始め、誤って幼子のレベッカ・ジューンを溺れさせてしまう。ウサギがジャニスとネルソンのもとに戻り、ウサギが平和を求めているので和解が可能だと伝える。トセロがウサギを訪れ、ウサギが探しているものは恐らく存在しないと示唆する。赤ん坊の葬儀の時、ウサギの内面と外面の葛藤によって赤ん坊の死には自分が無実であるという突然の宣言に繋がる。ウサギは墓地から飛び出し、ジャック・エクルズが追い駆けるが見失ってしまう。
ウサギは森の中を彷徨った後でルースの所に戻り、彼女と自分の間の子供を身ごもったことを知る。ウサギは彼女が堕胎をしなかったことを知って安心するが、ジャニスと離婚はしたくない。ウサギはルースを捨て、この小説の中で掴もうとしてきた儚い感覚を追おうとする。この小説の終わりでウサギの運命は分からないままである。

## 登場人物
- ハリー・アングストローム、愛称ラビット（ウサギ）、26歳、男性、ジャニスと結婚している、高校時代はバスケットボールのスター選手であり、小説の冒頭では台所道具を販売する仕事をしている。
- ミリアム・アングストローム、愛称ミム、19歳、ウサギの妹
- アングストローム氏、ウサギの父
- アングストローム夫人、ウサギの母
- ジャニス・アングストローム、ウサギの妻
- ネルソン・アングストローム、ウサギとジャニスの息子、2歳
- レベッカ・ジューン・アングストローム、ウサギとジャニスの娘、生まれたばかり、ジャニスが飲んでいる間に誤って風呂場で溺れさせてしまう
- スプリンガー氏ジャニスの父、中古車ディーラー
- スプリンガー夫人、ジャニスの母、ウサギがジャニスを捨てた時に厳しく批判する
- ジャック・エクルズ、若い米国聖公会牧師、ウサギとジャニスの敗れた結婚生活を繕おうとする
- ルーシー・エクルズ、ジャック・エクルズの妻、ジャックが仕事に掛かりきりであるために、その結婚に愛が無いことを非難する
- フリッツ・クルッペンバック、アングストローム家が通うルーテル教会の牧師
- ルース・レナード、ウサギの愛人、娼婦であり小さなアパートに一人で住んでいる、体重に気を使っている、3ヶ月間ウサギと同棲する
- マーガレット・コスコ、ルースの友人、恐らく娼婦、トザローを軽蔑している
- スミス夫人、未亡人、73歳、ウサギが妻から離れたあとで夫人の庭の面倒をみる
- マーティ・トザロー、ウサギの元バスケットボール・コーチ、高校では人気があったが、スキャンダルのために職を失った、 妻を裏切ったが、ウサギには結婚生活に関する忠告をする、2度卒中を起こした後で障害者になる
- ロニー・ハリソン、ウサギのバスケットボール・チームメイトの一人、マーガレット・コスコやルース・レナードと寝たことがある

## ウサギとアングストローム
辞書に拠れば、ウサギは「ウサギに喩えられる人物であり、通常臆病で無力であり、お粗末で新米の遊び人」であり、また「長距離走でチームメイトのために意図的に速いペースで飛び出す走者」である。
アップダイクはその他の連想と共に、シンクレア・ルイスの小説『バビット」を想い出させる者としてその主人公にウサギ（ラビット）という名前を選んだ。バビットの主題は「型に嵌った力と中流アメリカ人の生活の空虚さに焦点を当てている。」
アップダイクはインタビューで、アングストロームという名前はセーレン・キェルケゴールの著書を読んで思いついたのであり、「不安の流れ」を示唆する意味合いがあると語った。

## 他の作品での言及
- アップダイクはこの作品の前に『とっておきの切り札』（Ace In The Hole）という短編を書いており、またそれほどではないにせよ、詩『元バスケットボール選手』（Ex-Basketball Player）で『走れウサギ』と同じような主題で書いた[3]。
- アップダイクは、ジャック・ケルアックの小説『路上』（On the Road）に反応して『走れウサギ』を書き、若いアメリカの家庭の男が旅にでるときに何が起こるか、後に残された者は傷付く」ことを書こうとしたと語った[3]。
- 程度の差はあるが、J・D・サリンジャーの作品『ライ麦畑でつかまえて』（The Catcher in the Rye）の影響も見出すことができる[4]。
- スコット・シルバーによる映画脚本『8 Mile』の冒頭は『走れウサギ』からの引用「もし貴方が自分自身であろうという気力があるなら、...他の人は貴方の代償を払うことになるだろう」で始まっており、主人公は「ウサギ」という渾名である[5]。

## 文学的重要さ
この小説の文章は数回書き直しされた。クノップフは当初アップダイクに「性的表現が顕わな文章」をカットするよう要求したが、アップダイクは1963年のペンギン版や1995年のエブリマンの総集版ではそれを復活させて書き直した。
ウィリアム・フォークナーの『死の床に横たわりて』（As I Lay Dying）やアルベール・カミュの『転落』（The Fall）で既に行われていたことではあるが、アップダイクの小説は現在時制を用いて書いた初期の作品と認められているものの一つとして著名である。アップダイクは次のように語っている。
タイム (雑誌)はその「タイムが選んだ1923年から2005年の英語による小説ベスト100」の中にこの小説を入れた。

## 映画化
1970年、ジャック・スマイト監督で『走れウサギ』が映画化された。キャストはウサギにジェームズ・カーン、ジャニスにキャリー・スノッドグレス、マーティにジャック・アルバートソンという布陣だった。脚本はアップダイクとハワード・B・クライステックの共著だった。映画のポスターには、「3ヶ月前、ラビット・アングストロームは妻のタバコを買いに走り出た。彼はまだ帰ってきていない」と書かれている。この映画はかなり成功した。

## 日本語訳
- 走れウサギ、宮本陽吉訳、白水社、1984年、ISBN 4560070644、ISBN 4560070652
- 走れウサギ、岩元巌訳、英潮社フェニックス、1996年、ISBN 9784268002631